# Тулиара (провинция)
Тулиа́ра (малаг. Toliara), старое название Тулиари (Toliary) или Тулеар (фр. Tuléar) — одна из провинций Мадагаскара с территорией 161 405 км² и населением 2 229 550 человек (июль 2001). Административный центр — город Тулиара.

## География
Провинция занимает южную и юго-западную части острова. На севере граничит с провинцией Махадзанга, на северо-востоке — с провинцией Антананариву, на востоке — с провинцией Фианаранцуа.

## Административное деление
Административно подразделяется на 4 региона, которые в свою очередь делятся на 21 департамент:

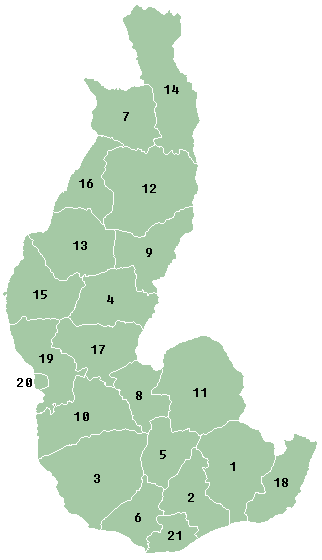
Регионы и департаменты провинции Тулиара

| - Регион Андру́й (Androy): - 2. Амбувумбе́-Андру́й (Ambovombe-Androy) - 5. Беки́ли (Bekily) - 6. Белу́ха (Beloha) - 21. Циумбе́ (Tsiombe) - Регион Ану́си (Anosy): - 1. Амбуаса́ри (Amboasary) - 11. Бе́трука (Betroka) - 18. Таулана́ру (Taolanaro) - Регион Аци́му-Андре́фана (Atsimo-Andrefana): - 3. Ампани́хи (Ampanihy) - 4. Анказуа́бу (Ankazoabo) - 8. Бене́нитра (Benenitra) - 9. Беруру́ха (Beroroha) - 10. Бетиу́ки (Betioky) - 15. Мурумбе́ (Morombe) - 17. Сакара́ха (Sakaraha) - 19. Тулиа́ра Рура́ль (Toliara Rural) - 20. Тулиа́ра Урба́н (Toliara Urban) - Регион Менабе́ (Menabe): - 7. Белу́н'и Цириби́хина (Belon'i Tsiribihina), ранее Белу́-сюр-Цириби́хина (фр. Belo Tsiribihina) или Белу́-Цириби́хина (фр. Belo sur Tsiribihina) - 12. Маха́бу (Mahabo) - 13. Ма́ндза (Manja) - 14. Миандрива́зу (Miandrivazo) - 16. Мурунда́ва (Morondava) |